# Nicolaus Johann von Transehe

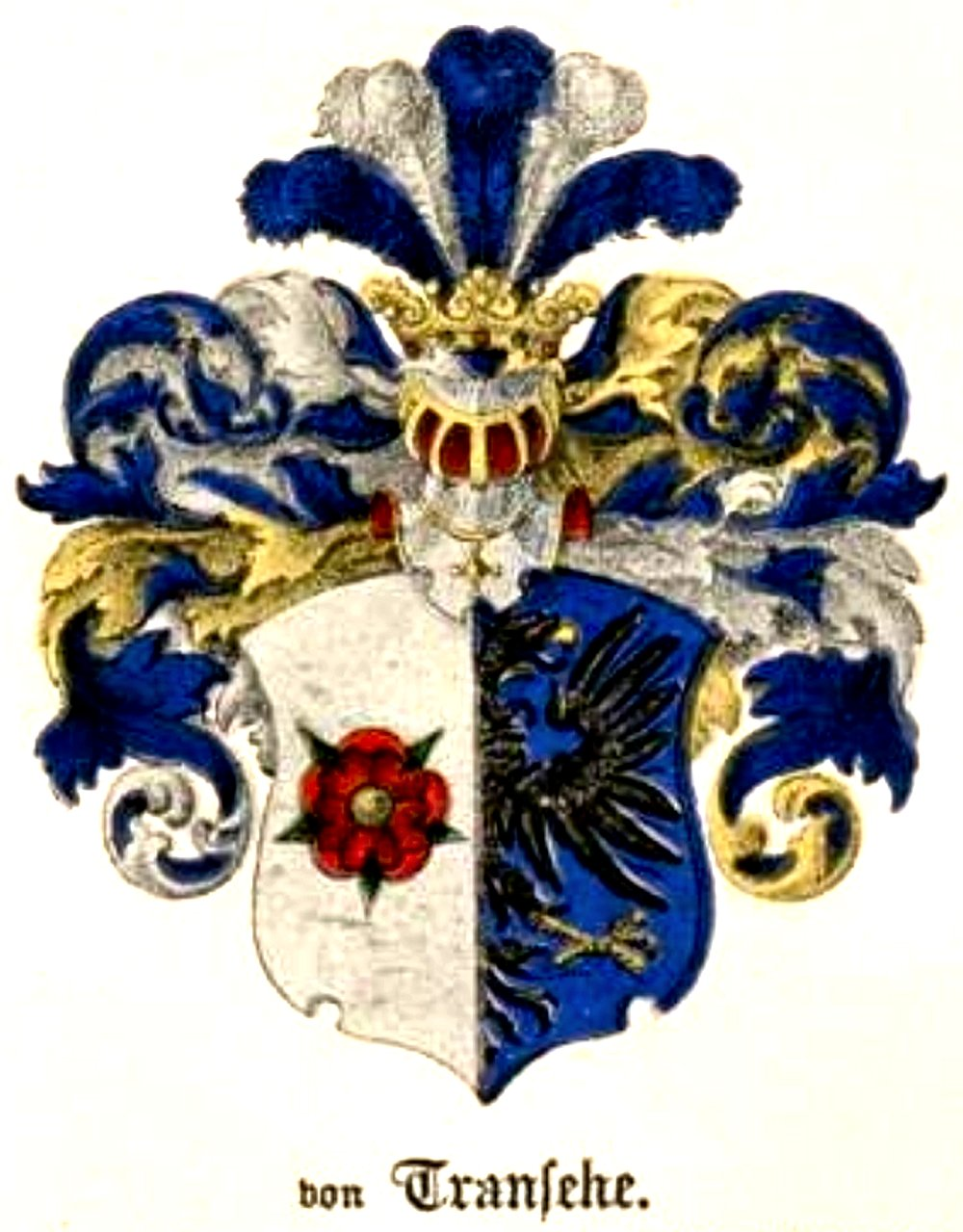
Wappen der Adelsfamilie Transehe

Nicolaus (I.) Johann von Transehe (* 13. September 1779; † 9. Februar 1858 in Neu-Wrangelshof (Livland) war ein deutsch-baltischer Adelsmann und Landrat.

## Werdegang
Er diente in der kaiserlichen-russischen Armee und quittierte seinen Dienst im Range eines russischen Kapitäns.  Von 1836 bis 1857 war er livländischer Landrat und Präsident des Livländischen Konsistoriums.

## Herkunft und Familie
Nicolaus Johann von Transehe stammte aus dem Haus Sackenhof-Neu-Wrangelhof des deutsch-baltischen Adelsgeschlechts Transehe-Roseneck. Sein Vater war der russische Oberst Johann von Transehe (* 1745; † 1818 in Krementschuk), der mit Elisabeth Figura-Klodawska († um 1845) verheiratet war. Nicolaus (I.) Johann heiratete 1810 Charlotte von Transehe (1783–1868) aus dem Hause Sackendorf. Ihre Nachkommen waren:
- Alexander Johann Viktor von Transehe (1813–1870)[1], Herr auf Neu-Wrangelshof, Sackenhof, Wilkenpahlen und Zempen ⚭ Johanna Renate Harder (1820–1854)
- Elise Charlotte von Transehe (1815–1856) ⚭ Carl Friedrich von Transehe-Roseneck (1802–1868), Herr auf Selsau
- Konstantin Nicolaus von Transehe (1816–1863), russischer Ingenieurleutnant  ⚭ Babette von Transehe-Roseneck (1825–1860)
- Conctance Julie von Transehe (1818–1875) ⚭ Heinrich Karl Leonhard von Kahlen (1814–1890)
- Johanna Charlotte von Transehe (1819–1865) ⚭ Gustav Georg Baron von Vietinghoff (1801–1877), Ordnungsrichter
- Marie Helene von Transehe (1821–1872) ⚭ Rudolph Friedrich von Bruemmer (1809–1880)
- Charlotte Alexandra von Transehe (1825–1893) Erbin von Dutkenshof ⚭ Wilhelm Heinrich von Hansen (1806–1879), russischer Generalleutnant

## Besitzungen
Seit 1817 war er Herr auf Neu-Wrangelshof, zu den weiteren Besitzungen zählten seit 1829 Alt- und Neu-Sackenhof sowie Dutkenshof, seit 1840 Lissenhof, seit 1843 Taurup und seit 1850 Wilkenpahlen. Von 1836 bis 1857 war er Arrendator (Pächter) von Alt-Wrangelshof. Alle Güter lagen im Trikaten Kirchspiel.